# Demétrio Ivanoviche da Rússia
Demétrio Ivanoviche (em russo:  Дмитрий Иванович, 11 (?) outubro de 1552, Moscou, Czarado da Rússia  - 4 (26, de acordo com o calendário gregoriano) de junho de 1553, Rio Sora, norte da Rússia) foi o filho mais velho de Ivan, o Terrível, czar da Rússia e da czarina Anastasia Romanovna, e, como tal, o primeiro czareviche (herdeiro aparente). Morreu na infância.